# Enrique Sotomayor
Enrique Sotomayor Gippini (Madrid, 14 de mayo de 1919 - Possad, 4 de diciembre de 1941) fue un político español de ideología falangista. Conocido por su retórica radical, tuvo un destacado papel en el seno del Sindicato Español Universitario. 

## Biografía
Nacido en 1919, Enrique Sotomayor era un falangista camisa vieja y antes de la contienda había pertenecido a la «Primera Línea» de Falange. Combatió en la guerra civil española con las fuerzas sublevadas. Sotomayor destacó como director de la revista falangista Haz, entre 1938 y 1939. Posteriormente, mientras realizaba estudios de derecho en la Universidad de Sevilla, llegó a dirigir el periódico F.E. de la capital hispalense. Se hizo conocido por sus posturas falangistas radicales.
En torno a la revista Haz se formó un grupo de jóvenes activistas, al frente de los cuales quedó Enrique Sotomayor. En el contexto de las luchas de poder internas de la Falange, Sotomayor pasó a ser uno de los principales líderes del Sindicato Español Universitario (SEU), siendo nombrado secretario general del SEU a mediados de 1939 —aunque quedó en una posición secundaria por debajo de José Miguel Guitarte, jefe nacional del SEU—. Sotomayor buscaba crear un Frente de Juventudes de Falange que tuviese un carácter más revolucionario y radical —donde también tuvieran su lugar los obreros y antiguos militantes izquierdistas—, algo que chocaba frontalmente con los planteamientos del régimen franquista y del propio Franco. Finalmente, por desavenencias con la línea directiva de Falange, dimitió de su cargo a los tres meses.
Pasó a formar parte del grupo de falangistas descontentos con las políticas de Franco, junto a otros como Dionisio Ridruejo, Manuel Mora Figueroa o Agustín Aznar. En 1941 se incorporó a la División Azul, con la que marcha a combatir al frente ruso. Falleció de heridas de guerra en la ciudad de Possad, el 4 de diciembre de 1941. Según su fiel amigo, Dionisio Ridruejo, Enrique falleció de un balazo que "entraba por el labio superior y salía por el extremo del cráneo".